# لجنة البرلمان الأوروبي للشؤون الدستورية
لجنة الشؤون الدستورية (بالإنجليزية: Committee on Constitutional Affairs)‏ المعروفة اختصاراً بـ AFCO هي إحدى لجان البرلمان الأوروبي المتخصصة في التعامل مع المسائل المؤسسية مثل معاهدات الاتحاد الأوروبي والنظام الداخلي للبرلمان. تأسست عام 1982، وكانت تعرف في البداية باسم لجنة الشؤون المؤسسية. يرأسها حالياً سفين سيمون.